# سنت جان فیلبی
هری سنت جان بریجر فیلبی، (۳ آوریل ۱۸۸۵ - ۳۰ سپتامبر ۱۹۶۰)، همچنین به عنوان جک فیلبی یا شیخ عبدالله شناخته می شد، یک عرب‌شناس، مشاور، کاشف، نویسنده و افسر اطلاعاتی استعماری بود.
همانطور که او در زندگینامه خود می گوید، او «تبدیل به انسانی متعصب» و در سال ۱۹۰۸  «اولین سوسیالیست برای پیوستن به خدمات مدنی هند» شد. پس از مطالعه زبانهای شرقی در دانشگاه کمبریج، او در سال ۱۹۰۸ به لاهور در پنجاب فرستاده شد و به زبان های اردو، پنجابی، بلوچی، فارسی و در نهایت عربی تسلط پیدا کرد. او در سال ۱۹۳۰ به اسلام گروید و بعدها مشاور ابن سعود شد و به وی اصرار نمود تا پادشاه کل عربستان سعودی شود. همچنین زمانی که نفت در سال ۱۹۳۸ کشف شد به او برای مذاکره با انگلیس و ایالات متحده کمک نمود؛ او برای بار دوم با یک زن سعودی ازدواج کرد.
تنها پسر او از همسر اولش دورا جانستون کیم فلیبی بود که در سراسر جهان به عنوان عامل دوگانه برای اتحاد جماهیر شوروی شناخته شد و در سال ۱۹۶۳ در آن کشور پناهنده شد. یکی از سه پسر او از همسر دومش، رزی العبد العزیز، هماهنگ کننده سابق سازمان ملل متحد در کویت و بعداً ترکمنستان، خالد فیلبی است.

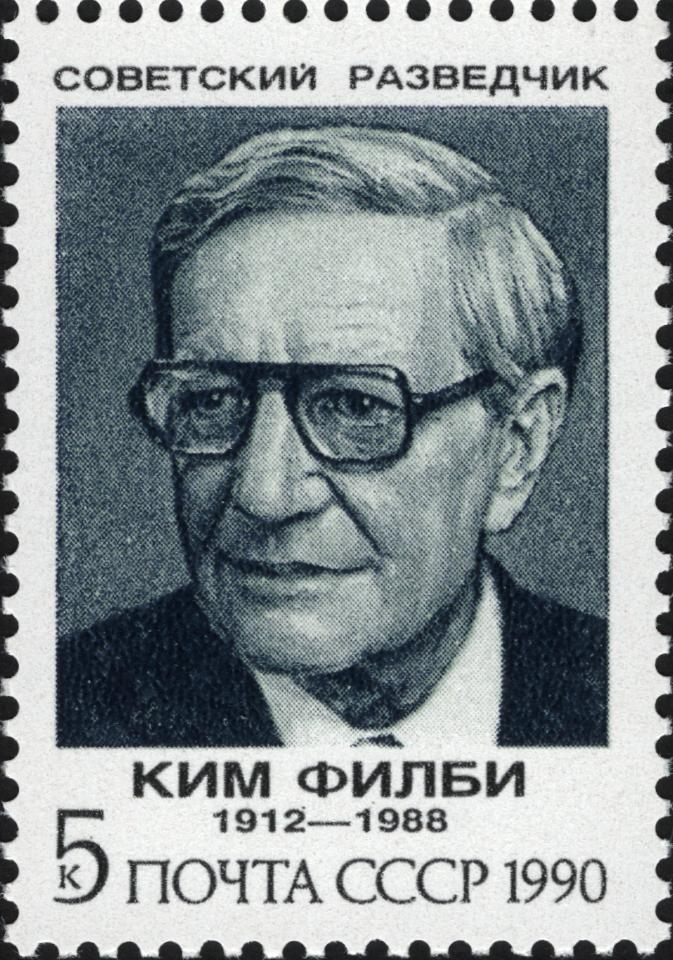
پسرش کیم فیلبی

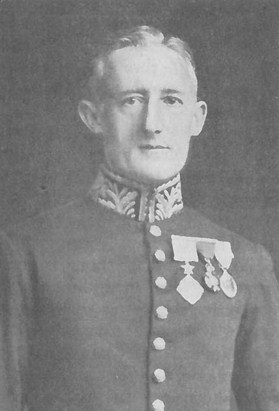
پرسی کوکس

## عرب‌شناس
در اواخر سال ۱۹۱۵، پرسی کوکس فیلبی را به عنوان رئیس بخش مالی هیئت دولت بریتانیا در بغداد استخدام کرد، که شامل جبران خسارت مالکان اموال و صاحبان کسب و کار بود. مأموریت آنها دوگانه بود: سازماندهی شورش عرب علیه ترکیه های عثمانی و حفاظت از میدان های نفتی در نزدیکی بصره و اروندرود که منبع نفت برای نیروی دریایی سلطنتی بود. شورش با وعده ایجاد یک دولت عرب متحد یا فدراسیون عرب از حلب در سوریه تا عدن در یمن سازماندهی شد. گرترود بل اولین ناظر او بود و هنرهای جالبتری را در زمینه جاسوسی به او آموزش داد. در سال ۱۹۱۶ او به عنوان مامور عالی رتبه دولت برای عایدی مناطق اشغال شده بریتانیا تعیین شد.
در نوامبر ۱۹۱۷ فیلبی به داخل شبه جزیره عربستان در رأس یک ماموریت به سوی ابن سعود فرستاده شد. ابن سعود سردسته وهابیت، جنبشی در اسلام سنی و دشمن سرسخت شریف حسین، رهبر هاشمیان و انقلاب عرب بود. هر دو طرف مدعی «پادشاهی اعراب» بودند. فیلبی مخفیانه شروع به حمایت از ابن سعود کرد با اینکه سیاست انگلیس شریف حسین را پشتیبانی می کرد. فیلبی خط سیری پشتی از ریاض به جده را کامل کرد و به این ترتیب نشان داد که سعود و نه حسین تحت کنترل ارتفاعات عربستان بود.
در نوامبر ۱۹۱۸، بریتانیا و فرانسه اعلامیه انگلیس و فرانسه را برای اعراب صادر کردند، و وعده خود مختاری دادند. فیلبی احساس کرد که خیانتی در این تضمین وجود دارد، به همراه دیگر توافق ها در اعلامیه بالفور و توافق سایکس پیکو. او وعده یک ملت عرب متحد را به عنوان خیانت دید. فیلبی ادعا کرد که ابن سعود «دموکرات» بود و همانطور که در قرآن آمده، کارهایش را با «با مشاوره متقابل» هدایت می کند، بر خلاف حمایت جرج کرزن از حسین. پس از شورش های عراق در سال ۱۹۲۰ فیلبی به عنوان وزیر امنیت داخلی در عراق تحت قیمومت بریتانی منصوب شد.
در نوامبر ۱۹۲۱، فیلبی به عنوان رئیس کل سرویس مخفی در فلسطین تحت قیمومیت بریتانیا تعیین شد. او با توماس ادوارد لورنس همکاری داشت و با همتای آمریکایی خود، آلن دالس، نیز دیدار نمود. در پایان سال ۱۹۲۲، فیلبی برای دیدارهای گسترده با احزاب مرتبط به مسئله فلسطین به لندن رفت که شامل افرادی نظیر وینستون چرچیل، جورج پنجم ، ادوارد هشتم شاهزاده ولز، والتر روتشیلد، ویکهام استید و حییم وایزمن می شد.

## طرح فیلبی
فیلبی، که یک صهیونیسم ستیز شناخته شده‌است، پس از مشورت با رهبران عرب، طرحی را برای رسیدن به سازش با صهیونیسم مطرح کرد که گزارش آن در ماه اکتبر ۱۹۲۹ در نیویورک تایمز منتشر شد. این طرح تصدیقی مشترک از اعلامیه بالفور و ادامه مهاجرت یهودیان به فلسطین را در برابر دست کشیدن صهیونیست‌ها از هر گونه تمایل به تلاش برای سلطه سیاسی دربرداشت. نمایندگی دو گروه بر اساس احترام به نسبت عددی میان دو گروه خواهد بود. یهودا مگنس، سرپرست دانشگاه ایروبیک اورشلیم و یکی از اعضای بریت شالوم، به این پیشنهاد مثبت واکنش نشان داد و تغییراتی را برای تأمین ضمانت‌هایی برای اقلیت یهودی پیشنهاد داد.
دیوید بن گوریون، اولین نخست‌وزیر اسرائیل، آنگونه که در خاطراتش آمده، در ۱۸ می ۱۹۳۷ در باشگاه آتنائوم در لندن با فیلبی دیدار کرد. بن گوریون تلاش کرد از فیلبی به عنوان واسطه ای برای دستیابی به توافق میان جنبش صهیونیست و ابن سعود استفاده کند. چند روز پس از این ملاقات، فیلبی پیش نویس توافقنامه ای را به بن گوریون فرستاد مبنی بر اینکه صهیونیست‌ها اعلامیه بالفور را رسماً کنار بگذارند، و در عوض از سوی یک فدراسیون عربی به رهبری ابن سعود در خاورمیانه مورد استقبال قرار گیرند. با این حال، چندین بند پیش نویس توافقنامه برای بن گوریون غیرقابل قبول بود. به‌طور خاص، فیلبی پیشنهاد کرده بود که در آینده فلسطین «برای مهاجرت همه کسانی که به دنبال این هستند که شهروند آن باشند، صرفنظر از نژاد و اعتقاد» باز باشد و از اشاره به مهاجرت خاص یهودیان خودداری کرده بود. در نظر بن گوریون، این می‌توانست تمام هدف صهیونیسم را شکست دهد. به دنبال این پیش نویس بن گوریون یک طرح پیشنهادی را بر اساس آنچه به عنوان حداقل آرمان‌های صهیونیستی مورد نظر قرار داده بود، به فیلبی ارسال کرد؛ اما هرگز پاسخی دریافت نکرد.